# 종교사
종교사(宗敎史)는 종교의 역사적인 의미를 연구하는 학문이다.
종교사는 인간의 종교적 감정, 생각, 사상의 기록을 말한다. 종교사의 이 시기는 약 5,200년 전(기원전 3200년) 문자의 발명과 함께 시작된다. 종교의 선사시대는 문자 기록이 출현하기 이전에 존재했던 종교적 신념에 대한 연구를 포함한다. 종교의 연대표를 통해 비교종교 연대기를 연구할 수도 있다. 글은 시간과 장소에 구애받지 않고 종교 텍스트를 표준화하고 기도와 신성한 규칙을 더 쉽게 암기하는 데 중요한 역할을 했다. 성서의 작은 부분은 수세기에 걸쳐 전해 내려오는 구전 텍스트의 대조와 관련되어 있다.
"종교"의 개념은 16세기와 17세기에 형성되었다. 성경, 꾸란 등과 같은 신성한 텍스트에는 원래 언어로 된 단어나 종교 개념이 없었으며 이러한 신성한 텍스트가 기록된 사람들이나 문화도 없었다.
21세기에 사용된 종교라는 단어는 식민지 시대 이전에 비유럽 언어로 명확하게 번역되지 않았다. 인류학자 다니엘 뒤뷔송(Daniel Dubuisson)은 "서구와 종교사가 '종교'라는 이름으로 객관화한 것은 ... 매우 독특한 것, 그 자체와 그 자체의 역사에만 적합할 수 있는 것"이라고 썼다. 따라서 다른 문화가 "종교적" 범주와 상호 작용한 역사는 기독교의 영향 아래 유럽에서 처음 발전한 사상과 상호 작용한 것이다.

## 같이 보기
- 기독교와 정치